# Parnaíba
Parnaíba est une ville brésilienne du nord de l'État du Piauí. Elle se situe par une latitude de 02° 54' 18" sud et par une longitude de 41° 46' 37" ouest, à une altitude de 5 mètres. Sa population était estimée à 143 675 habitants en 2006. La municipalité s'étend sur 436 km2.

## Maires
| Période | Période | Identité                              | Étiquette | Qualité |
| ------- | ------- | ------------------------------------- | --------- | ------- |
| 2009    | 2012    | José Hamilton Furtado Castello Branco | PTB       |         |